# Hypospilina
Hypospilina — рід грибів родини Valsaceae. Назва вперше опублікована 1913 року.